# Амр Варда
Амр Варда (араб. عـمرو وردة; нар. 17 вересня 1993, Александрія, Єгипет) — єгипетський футболіст, півзахисник національної збірної Єгипту та кіпрського «Анортосіса».

## Клубна кар'єра
Вихованець футбольної школи клубу «Аль-Аглі». Дорослу футбольну кар'єру розпочав 2013 року в основній команді того ж клубу, в якій провів два сезони, взявши участь лише в 1 матчі чемпіонату. Протягом 2015 року також захищав на умовах оренди кольори команди клубу «Аль-Іттіхад» (Александрія).
Своєю грою за останню команду привернув увагу представників тренерського штабу грецького «Панетолікоса», до складу якого приєднався 2015 року. Відіграв за клуб з Агрініо наступні півтора сезони своєї ігрової кар'єри.
24 січня 2017 року за 350 тис. євро перейшов у ПАОК. Втім у новій команді основним не став і 9 серпня 2017 року був відданий в оренду на сезон в португальський «Фейренсі». Втім у новій команді єгиптянин був звинувачений у сексуальному домаганні до дружин двох його товаришів по команді і вже через три дні клуб достроково розірвав орендну угоду. В результаті 29 серпня футболіст був відданий в оренду в «Атромітос», де і провів наступний сезон.

## Виступи за збірні
Протягом 2013—2015 років залучався до складу молодіжної збірної Єгипту. На молодіжному рівні зіграв у 9 офіційних матчах.
11 жовтня 2015 року дебютував в офіційних іграх у складі національної збірної Єгипту в товариському матчі проти Замбії в Абу-Дабі.
У складі збірної був учасником Кубка африканських націй 2017 року у Габоні. Варда допоміг Єгипту досягти фіналу, забивши останній післяматчевий пенальті у півфіналі проти Буркіна-Фасо, але фінальна грав завершилась поразкою 1:2 від Камеруну. Наступного року поїхав з командою на чемпіонат світу 2018 року у Росії.
| Дата       | Місто           | Господарі         | Результат               | Гості    | Турнір                                   | Голи | Примітки |
| ---------- | --------------- | ----------------- | ----------------------- | -------- | ---------------------------------------- | ---- | -------- |
| 11-10-2015 | Абу-Дабі        | Єгипет            | 3 – 0                   | Замбія   | товариський матч                         | -    | 46'      |
| 14-11-2015 | Нджамена        | Чад               | 1 – 0                   | Єгипет   | Відбір до ЧС 2018                        | -    | 82'      |
| 17-11-2015 | Александрія     | Єгипет            | 4 – 0                   | Чад      | Відбір до ЧС 2018                        | -    | 75'      |
| 04-06-2016 | Дар-ес-Салам    | Танзанія          | 0 – 2                   | Єгипет   | Відбір до Кубка африканських націй 2017  | -    | 46' 53'  |
| 13-11-2016 | Александрія     | Єгипет            | 2 – 0                   | Гана     | Відбір до ЧС 2018                        | -    | 90+1'    |
| 08-01-2017 | Каїр            | Єгипет            | 1 – 0                   | Туніс    | товариський матч                         | -    | 71'      |
| 21-01-2017 | Порт-Жантіль    | Єгипет            | 1 – 0                   | Уганда   | Кубок африканських націй 2017 - 1-й етап | -    | 66'      |
| 25-01-2017 | Порт-Жантіль    | Єгипет            | 1 – 0                   | Гана     | Кубок африканських націй 2017 - 1-й етап | -    | 75'      |
| 01-02-2017 | Лібревіль       | Буркіна-Фасо      | 1 – 1 д.ч. (3 – 4 п.п.) | Єгипет   | Кубок африканських націй 2017 - півфінал | -    | 72'      |
| 05-02-2017 | Лібревіль       | Єгипет            | 1 – 2                   | Камерун  | Кубок африканських націй 2017 - Фінал    | -    |          |
| 28-03-2017 | Александрія     | Єгипет            | 3 – 0                   | Того     | товариський матч                         | -    | 59'      |
| 11-06-2017 | Радес           | Туніс             | 1 – 0                   | Єгипет   | Відбір до Кубка африканських націй 2019  | -    | 87'      |
| 23-03-2018 | Цюрих           | Португалія        | 2 – 1                   | Єгипет   | товариський матч                         | -    | 66'      |
| 27-03-2018 | Цюрих           | Єгипет            | 0 – 1                   | Греція   | товариський матч                         | -    | 46'      |
| 25-05-2018 | Ель-Кувейт      | Кувейт            | 1 – 1                   | Єгипет   | товариський матч                         | -    | 56'      |
| 01-06-2018 | Бергамо         | Єгипет            | 0 – 0                   | Колумбія | товариський матч                         | -    | 66'      |
| 06-06-2018 | Брюссель        | Бельгія           | 3 – 0                   | Єгипет   | товариський матч                         | -    | 79'      |
| 15-06-2018 | Єкатеринбург    | Єгипет            | 0 – 1                   | Уругвай  | ЧС 2018 - 1-й етап                       | -    | 84'      |
| 19-6-2018  | Санкт-Петербург | Росія             | 3 – 1                   | Єгипет   | ЧС 2018 - 1-й етап                       | -    | 64'      |
| 25-6-2018  | Волгоград       | Саудівська Аравія | 2 – 1                   | Єгипет   | ЧС 2018 - 1-й етап                       | -    | 45+7'    |
| Усього     |                 | Матчів            | 20                      |          | Голів                                    | 0    |          |

## Титули і досягнення
- Чемпіон Єгипту (1):

«Аль-Аглі»:  2013-14
- Чемпіон Греції (1):

ПАОК:  2018-19
- Володар Кубка Греції (3):

ПАОК:  2016-17, 2018-19, 2020-21
- Срібний призер Кубка африканських націй: 2017